# Dinochelus ausubeli
Dinochelus ausubeli is een kreeftensoort uit de familie van de Nephropidae. De wetenschappelijke naam van de soort is voor het eerst geldig gepubliceerd in 2010 door Ahyong, Chan & Bouchet.